# Zápas na Letních olympijských hrách 1980 – muži, řecko-římský do 68 kg
Zápas řecko-římský ve váhové kategorii do 68 kg probíhal na Letních olympijských hrách 1980 v Moskvě, v atletické hale CSKA Moskva. O medaile se utkalo celkem 15 zápasníků.

## Turnajové výsledky
Za prohru zápasníci získávají záporné body. 6 bodů vyřazuje zápasníka z dalších bojů. Poté, co zbývají poslední tři borci, utkají se tito ve finálovém kole o medaile.
Legenda
- TF — Lopatkové vítězství
- IN — Vítězství pro soupeřovo zranění
- DQ — Vítězství pro soupeřovu pasivitu
- D1 — Vítězství pro soupeřovu pasivitu, vítěz taktéž napomínán
- D2 — Oba zápasníci diskvalifikováni pro pasivitu
- FF — Kontumační vítězství
- DNA — Soupeř nenastoupil
- TPP — Trestné body celkem
- MPP — Trestné body za zápas

Sankce
- 0 – Lopatkové vítězství, technická převaha, pro pasivitu, zranění soupeře, nenastoupení
- 0,5 – Výhra na body, 8-11 bodů rozdíl
- 1 – Výhra na body, 1-7 bodů rozdíl
- 2 – Výhra pro pasivitu, vítěz taktéž napomínán
- 3 – Prohra na body, 1-7 body rozdíl
- 3,5 – Prohra na body, 8-11 bodů rozdílu
- 4 – Prohra lopatková, technickou převahu, pro pasivitu, zranění, nenastoupení

### Kolo 1
| TPP | MPP |                           | Score     |                         | MPP | TPP |
| --- | --- | ------------------------- | --------- | ----------------------- | --- | --- |
| 4   | 4   | Lionel Lacaze (FRA)       | DQ / 5:25 | Ferenc Čaba (YUG)       | 0   | 0   |
| 4   | 4   | Ivan Atanasov (BUL)       | TF / 5:35 | Ștefan Rusu (ROU)       | 0   | 0   |
| 4   | 4   | Tapio Sipilä (FIN)        | DQ / 5:16 | Suren Nalbandjan (URS)  | 0   | 0   |
| 4   | 4   | Mohamed Moualek (ALG)     | TF / 0:58 | Károly Gaál (HUN)       | 0   | 0   |
| 0   | 0   | Andrzej Supron (POL)      | DQ / 5:28 | Sakhidad Hamidi (AFG)   | 4   | 4   |
| 1   | 1   | Buyandelgeriin Bold (MGL) | 18 – 15   | Mohammed Mahmoud (IRQ)  | 3   | 3   |
| 0   | 0   | Lars-Erik Skiöld (SWE)    | TF / 4:01 | Reinhard Hartmann (AUT) | 4   | 4   |
| 0   |     | Khaled El-Khaled (SYR)    |           | Bye                     |     |     |

### Kolo 2
| TPP | MPP |                         | Score     |                           | MPP | TPP |
| --- | --- | ----------------------- | --------- | ------------------------- | --- | --- |
| 4   | 4   | Khaled El-Khaled (SYR)  | DQ / 4:26 | Lionel Lacaze (FRA)       | 0   | 4   |
| 3   | 3   | Ferenc Čaba (YUG)       | 2 – 7     | Ivan Atanasov (BUL)       | 1   | 5   |
| 0   | 0   | Ștefan Rusu (ROU)       | TF / 3:48 | Tapio Sipilä (FIN)        | 4   | 8   |
| 0   | 0   | Suren Nalbandjan (URS)  | DQ / 4:56 | Mohamed Moualek (ALG)     | 4   | 8   |
| 4   | 4   | Károly Gaál (HUN)       | DQ / 8:27 | Andrzej Supron (POL)      | 0   | 0   |
| 8   | 4   | Sakhidad Hamidi (AFG)   | DQ / 5:47 | Buyandelgeriin Bold (MGL) | 0   | 1   |
| 7   | 4   | Mohammed Mahmoud (IRQ)  | DQ / 5:07 | Lars-Erik Skiöld (SWE)    | 0   | 0   |
| 4   |     | Reinhard Hartmann (AUT) |           | Bye                       |     |     |

### Kolo 3
| TPP | MPP |                         | Score     |                           | MPP | TPP |
| --- | --- | ----------------------- | --------- | ------------------------- | --- | --- |
| 4   | 0   | Reinhard Hartmann (AUT) | DQ / 6:46 | Khaled El-Khaled (SYR)    | 4   | 8   |
| 8   | 4   | Lionel Lacaze (FRA)     | DQ / 8:36 | Ivan Atanasov (BUL)       | 0   | 5   |
| 7   | 4   | Ferenc Čaba (YUG)       | TF / 7:30 | Ștefan Rusu (ROU)         | 0   | 0   |
| 1   | 1   | Suren Nalbandjan (URS)  | 4 – 2     | Károly Gaál (HUN)         | 3   | 7   |
| 0   | 0   | Andrzej Supron (POL)    | TF / 7:10 | Buyandelgeriin Bold (MGL) | 4   | 5   |
| 0   |     | Lars-Erik Skiöld (SWE)  |           | Bye                       |     |     |

### Kolo 4
| TPP | MPP |                           | Score     |                      | MPP | TPP |
| --- | --- | ------------------------- | --------- | -------------------- | --- | --- |
| 1   | 1   | Lars-Erik Skiöld (SWE)    | 10 – 10   | Ivan Atanasov (BUL)  | 3   | 8   |
| 8   | 4   | Reinhard Hartmann (AUT)   | TF / 3:37 | Ștefan Rusu (ROU)    | 0   | 0   |
| 4   | 3   | Suren Nalbandjan (URS)    | 2 – 4     | Andrzej Supron (POL) | 1   | 1   |
| 5   |     | Buyandelgeriin Bold (MGL) |           | Bye                  |     |     |

### Kolo 5
| TPP | MPP |                           | Score     |                        | MPP | TPP |
| --- | --- | ------------------------- | --------- | ---------------------- | --- | --- |
| 9   | 4   | Buyandelgeriin Bold (MGL) | TF / 3:34 | Lars-Erik Skiöld (SWE) | 0   | 0   |
| 4   | 4   | Ștefan Rusu (ROU)         | D2 / 7:09 | Suren Nalbandjan (URS) | 4   | 8   |
| 1   |     | Andrzej Supron (POL)      |           | Bye                    |     |     |

### Finále
Výsledky z předchozích kol se započítávají do finále (žlutě zvýrazněno)
| TPP | MPP |                        | Score     |                        | MPP | TPP |
| --- | --- | ---------------------- | --------- | ---------------------- | --- | --- |
|     | 0   | Andrzej Supron (POL)   | TF / 3:08 | Lars-Erik Skiöld (SWE) | 4   |     |
|     | 1   | Ștefan Rusu (ROU)      | 3 – 2     | Andrzej Supron (POL)   | 3   | 3   |
| 7   | 3   | Lars-Erik Skiöld (SWE) | 1 – 5     | Ștefan Rusu (ROU)      | 1   | 2   |

## Finálové pořadí
1. Ștefan Rusu (ROU)
2. Andrzej Supron (POL)
3. Lars-Erik Skiöld (SWE)
4. Suren Nalbandjan (URS)
5. Buyandelgeriin Bold (MGL)
6. Ivan Atanasov (BUL)
7. Reinhard Hartmann (AUT)
8. Károly Gaál (HUN)